# USS Nicholas (DD-311)
Za druga plovila z istim imenom glejte USS Nicholas.
USS Nicholas (DD-311) je bil rušilec razreda Clemson v sestavi Vojne mornarice Združenih držav Amerike.
Rušilec je bil poimenovan po prvem marinskem častniku Samuelu Nicholasu.

## Zgodovina
Rušilec je bil del eskadre rušilcev, ki je bila vpletena v nesrečo pri Honda Pointu (največjo mirnodobno izgubo Vojne mornarice ZDA), ko je nasedlo sedem rušilcev.